# بياروم كردي
بياروم كردي (الاسم العلمي:Biarum carduchorum) هو نوع من النباتات يتبع جنس البياروم من الفصيلة اللوفية.